# Los Villares de Soria
Los Villares de Soria és un municipi de la província de Sòria, a la comunitat autònoma de Castella i Lleó.